# James Kyson Lee
James Kyson Lee (Koreaans: 이재혁, Lee Jae Hyeok) (Seoel, 13 december 1975) is een Koreaans-Amerikaans acteur, vooral bekend door zijn rol als Ando Masahashi in de NBC-televisieserie Heroes. Hij heeft daarin nu een leidende rol in de tweede serie.
Lee is geboren in de Zuid-Koreaanse hoofdstad Seoel. Toen hij tien jaar was verhuisde de familie naar New York. Daar ging hij naar de Bronx High School of Science. Hij studeerde communicatie aan de Universiteit van Boston en het New England Institute of the Art.
Hij verhuisde in 2001 naar Los Angeles. Daar begon hij een training als jazzzanger, medewerker aan een muziektheater en acteur.

## Filmografie
- Shutter (2008) - Ritsuo
- How To Make Love To A Woman (2010) - Barman
- Do Over (2009) - Mike Lee
- The Roel (2009) - Ansel
- Doesn't Texas Ever End (2009) - Rick
- White on Rice (2009) - Tim Kim
- Moola (2008) - Jimmy Woo
- Akira's Hip Hop Shop (2009) - Akira Kubota
- Asian Stories (Book 3) (2006) - Jim Lee
- Ghost Hunters: Point of Contact (2006) - Dr. Ken Shin
- Big Dreams Little Tokyo (2006) - Murakami
- Las Vegas (TV serie) - Joon Ho Park (1 episode, 2007)
- Heroes (TV serie) - Ando Masahashi (2006 - 2010)
- On the Rocks (2006) - Donald Park
- Heist (2006) (TV serie) - Universal Studio gids
- Know Your Enemy (2006)
- Doberman (2005) - Johnny the Bartender
- Bunny & Clydo (2005) - Clydo
- Snapdragon (2005) - Hyun
- Chinese Beauty (2005) - Jerry
- The West Wing (2004) - Chinese vertaler Zheng
- ShellShock: Nam '67 (2004) - Monty
- Harlequin (2004) - Emeril Park
- Haircut (2004) - Joe
- Threat Matrix (2004) - Vargas moordenaar
- All About the Andersons (2003) - Josh
- JAG (2003) - Lieutenant Pak (1 episode, 2003)
- Anime Expo (2007) - Interviewer